# 帝席增一
牧夫座3，又名BD+26 2494，HD 120064、SAO 82993、HR 5182，是牧夫座的一颗恒星，视星等为5.95，位于銀經29.48，銀緯77.55，其B1900.0坐标为赤經13h 42m 4.7s，赤緯+26° 77.55′ 14″。